# Atractus medusa
Atractus medusa — вид змій родини полозових (Colubridae). Мешкає в Колумбії і Еквадорі.

## Поширення і екологія
Atractus medusa мешкають на колумбійському острові Горгона в Тихому океані, а також на північному заході Еквадору, в департаменті Есмеральдас. Вони живуьь у вологих тропічних лісах, на висоті до 550 м над рівнем моря.